# Vizuális agnózia
Általában a tárgyak, arcok felismerése egy automatikus folyamat, amely minden erőfeszítés nélkül zajlik. Ennek ellenére hátterükben igen komplex folyamatok állnak, melyek feltárása és megértése érdekében a mai napig kutatások folynak.

## Vizuális agnózia
Az agnózia egy igen ritka neurológiai betegség, melynek tanulmányozása már az 1800-as évek végétől megkezdődött. Az agnózia szó görög eredetű, jelentése „tudás nélkül”. Ezt az elnevezést Freud alkalmazta elsőként 1891-ben az afáziáról írt tanulmányában. Az agnózia egy modalitás specifikus felismerési nehézségre utal. Lényeges, hogy az észlelési rendszer zavaráról van szó.

## Tárgyfelismerési zavar
A tárgyfelismerési zavar lényege a tárgyak felismerésének, azonosításának nehézsége vagy képtelensége anélkül, hogy bármilyen látási vagy értelmi sérülés fennállna. Tehát a látás teljes mértékben működik, de a felismerés kárt szenved.
Lissauer 1890-es évek elején megkülönböztette az apperceptív és az asszociatív agnóziát.

### Apperceptív agnózia
Az apperceptív agnózia lényege, hogy az észlelési benyomás kialakítása elakad, sikertelen. Az ilyen személyek különbséget tesznek a színek között, képesek a vonalak irányát értelmezni, illetve a mozgások észlelése is rendben zajlik. A problémát az adja, hogy nem képesek a különböző információkat integrálni és egységes egésszé szervezni. Általában nem képesek az alakzatokat, tárgyakat megkülönböztetni vagy lemásolni (rajzon) azokat.
A kutatások szerint az ilyen agnóziák általában diffúz sérülésre utalnak az occipitális lebenyben és a környező területeken. Ez a típusú agnózia gyakran a szénmonoxid-mérgezés következményeként alakul ki.
Egy kevésbé súlyos esetben, ha a személynek nehezére esik egy tárgyat különböző nézetekből azonosítani, akkor transzformációs agnóziáról beszélhetünk.
Egyes betegek vizsgálatánál azt vették észre, hogy néhány esetben az orientáció megítélése szenved kárt, ugyanakkor a tárgy azonosítása megfelelő körülmények között működik. Ennek hátterében a látórendszer két elkülönült pályarendszerét feltételezik. A két rendszer: a téri helymeghatározásban, mozgásészlelésben és a mozgás irányításában megnyilvánuló úgynevezett dorzális rendszer, a másik a ventrális rendszer, amely a tárgyak felismerését teszi lehetővé. Feltételezhetően látórendszerünk a fent említett két rendszeren keresztül két reprezentációt hoz létre: az egyik az észlelést, a másik a cselekvések irányítását szolgálják. Vizsgáltak olyan agnóziás személyt, aki nem ismerte fel a tárgyakat, de például, ha egy levelet kellett egy postaláda nyílásába helyeznie, akkor ezt a nyílás orientációjától függetlenül képes volt végrehajtani.
Ha egy személy a látóterében csak egy tárgyra vagy annak csak egy aspektusára képes csak figyelni, akkor azt szimultánagnóziának nevezik. Ez a Bálint-szindróma egyik jellegzetes tünete.

### Asszociatív agnózia
Asszociatív agnózia esetén a beteg képes a rajzokat lemásolni, de emlékezetből nem képes azt elkészíteni. A rajzok másolása igen lassan megy és részletről-részletre haladva történik, vagyis nem alkotnak egészleges képet. A képről nem tudja megnevezni a látott tárgyakat és azoknak funkcióiról sem tud beszélni, de ha arra kérdeznek rá, hogy mi egy adott tárgy, például: esernyő, akkor logikusan el tudja magyarázni mire való. Tehát a felismerési képesség részben megmarad. Az asszociatív agnózia esetén a személyek képesek az észlelési csoportosításra, azaz alkategóriákat tudnak létrehozni (például: tudják, hogy a nyuszi egy állat, de nem tudnak a viszonylagos méretről vagy a részletekről beszélni), illetve a különféle ingerek összehasonlítására. A tárgyakat tapintás útján is képesek azonosítani.
Warrington modellje szerint a tárgyfelismerés feldolgozási szakaszai a következők: Vizuális elemzés, perceptuális kategorizáció (ha a folyamat itt sérül, akkor apperceptív agnóziáról beszélünk; sérülése a jobb hátsó féltekére lokalizálható) és a szemantikus kategorizáció (ha a folyamat itt sérül, akkor asszociatív agnóziáról beszélünk; sérülése a bal hátsó féltekére lokalizálható).

## Arcfelismerési zavar (prozopagnózia)
A prozopagnózia egy neurológiai rendellenesség, melynek következtében a személy nem képes az ismerős arcokat felismerni. A betegség nem látási vagy emlékezeti sérülés következménye. Lényegében a betegek nem ismerik fel a családtagjaikat, barátaikat, ismerőseiket, híres embereket, de előfordul, hogy saját magukat sem. A betegség súlyossági foka egyénenként eltérő. Az ilyen személyek gyakran fókuszálnak az egyéni ismertető jegyekre, mint például szokatlan hajviselet, anyajegy vagy jellegzetes arcvonás és ezek alapján igyekeznek azonosítani ismerőseiket.

### Történeti háttér
A prozopagnózia kifejezés görög eredetű. A „prosopon” (jelentése: arc) és az „agnosia” (jelentése: tudás nélkül) szavak összetétele. Ezt a kifejezést elsőként Joacim Bodamer használta 1947-ben. Az arcvakságról könyvet írt a híres neurológus, Oliver Sacks: A férfi, aki kalapnak nézte a feleségét címmel (1985). Az esettanulmányban egy zenetanár történetét mutatja be, aki feleségét és tanítványait elsősorban hangjuk alapján képes azonosítani.
A prozopagnózia önmagában ritkán előforduló rendellenesség, hátterében leggyakrabban érrendszeri betegség áll és inkább a férfiak érintettek. Az arcvakság egy szelektív tárgyfelismerési nehézség, melynek hátterében az arcészleléshez szükséges agykérgi hálózat sérülése áll. A legfrissebb kutatások alapján feltehetően a bal agyféltekét érintő deficit következménye lehet. Az arcészlelésben részt vevő idegi rendszerek: az inferior occipitális tekervény, az oldalsó fuziform terület és a superior temporális sulcus.
Az arcfelismerés károsodása vagy bizonyos arcdimenziók normálistól eltérő kódolásának hátterében állhat valamilyen fejlődési zavar, vagy megjelenhet egyes pszichiátriai betegségek tüneteként is.

### Az arcfelismerési zavarok lehetséges csoportosításai
Barton megkülönböztette az appercetív és az asszociatív prozopagnóziát. Apperceptív prozopagnózia fennállása esetén a személy nem képes a megfigyelt arcról egy megfelelő észleletet létrehozni. Az asszociatív arcvakságban szenvedők képesek a látott arcról észleletet kialakítani és arról akár bizonyos információkat leolvasni (kor, nem), de nem képesek az észleletet összekapcsolni ismerős arcokkal.
Egy másik osztályozás szerint megkülönböztethetünk szerzett arcvakságot és veleszületettet. A szerzett prozopagnózia származhat valamilyen agysérülésből vagy lehet lézió eredménye is. A veleszületett prozopagnózia örökölhető ezért gyakran nevezik genetikai eredetű prozopagnóziának. Előfordulásának gyakorisága 2%.

### Arcfelismerési zavarral élők viselkedéses jellemzői
Az arcfelismerési zavarral élők általában megtanulnak kompenzálni és a kevésbé súlyos esetekben hatékony módszereket képesek kifejleszteni az ismerősök felismerésére. Leginkább a külső jelekre, egyedi jellegzetességekre, a beszédhangra, öltözetre, az egyén mozgására koncentrálnak. Fontos számukra a kontextus, azaz a megszokott környezetben sokkal könnyebb számukra a személyek felismerése (például egy évfolyamtárs felismerése az egyetemen könnyebb, mint egy olyan helyen, ahol nem számít a találkozásra). Kennerknecht három csoportját különböztette meg az arcvakoknak: a magyarázkodót, akiknek mindig megvan a magyarázata arra, ha valakit nem ismer fel (például, hogy nem figyelt, mert nagyon belemerült a gondolatatiba); az elkerülőt, aki nem szívesen jár társaságba; és a kompenzálót, aki valamilyen felismeréshez köthető módszerét igen magas szintre fejlesztette.
Ha megfigyelünk egy prozopagnóziást gyakran az az érzésünk, hogy valahogy „máshogy néz”. Kerülik a szemkontaktust és mások nevén szólítását. Mivel számukra a külső jegyek megfigyelése a leghatékonyabb módszer az ismerősök azonosításában, ezért gyakran jellemző rájuk, hogy az új frizurát vagy öltözéket azonnal észreveszik, és ezt jelzik is.
A vizsgálatok szerint a genetika eredetű arcvakok jobban teljesítettek olyan feladatokban, ahol számukra idegen arcokról kellett döntést hozni: a képen szereplő két arc azonos-e. A döntési idő viszont a genetikai arcvakok esetében volt a legnagyobb.
Az arcletapogatást vizsgálva azt találták, hogy a szerzett arcvaksággal élők leginkább a száj környékére fókuszálnak, míg a genetika zavarban szenvedő leginkább a haj, nyak, illetve az áll területeire néznek a leginkább.
Egyes kutatások azt vizsgálták, hogy hogyan dolgozzák fel az érzelmi arckifejezéseket. Ebben a tekintetben is jelentős különbség mutatkozik a két csoport között. A vizsgálatban résztvevőknek azt kellett eldönteni, hogy a bemutatott képen látható személy arca melyik alapérzelmet tükrözi. A veleszületett arcfelismerési zavarral élők ebben a vizsgálatban normál szinten teljesítettek, míg a szerzett zavarral élők számára ez a feladat komoly nehézségeket jelentett.

### Az arcok rejtett felismerése
A genetikai eredetű prozopagnóziások képesek az arcok felismerésére, de ezek a felismerés nem tudatos. A bőr elektromos aktivitásának mérésével (GBR), illetve az agyi eseményekhez kötött agyi potenciálok (EKP) mérésével igazolható, hogy habár verbálisan nem feltétlen tud különbséget tenni a két bemutatott arc között, de az ismert arcokra mégis nagyobb a GBR válasz. Egy vizsgálatban neveket kellett megtanulni képekhez. A vizsgálati személyek számára az összes bemutatott képen számukra ismeretlen személy volt látható, holott néhány képen közismert híres emberek arca volt látható. A vizsgálat eredményei szerint az ismert emberekhez párosított és megtanulandó „hamis” név memorizálása jelentősen több időt vett igényben. Ez tulajdonképpen egy interferenciahatás, amely szintén igazolja a tudat alatti felismerést.

### Szuperfelismerők
Az arcfelismerés felfogható egyfajta képességként is, ami egy tartományon belül mérhető. Tehát azt mondhatjuk, hogy az arcfelismerési képesség normál eloszlást követ és a népesség legnagyobb része egy átlagos tartományba esik, míg az arcfelismerési zavarral élők a skálán igen alacsony szinten állnak. A skála másik vége a szuperfelismerők csoportja. Sajnos igen kevés kutatás foglalkozik a szuperfelismerőkkel, de már igazolták, hogy léteznek olyan személyek, akiknek igen magas szintű felismerési képességük mögött nem a kiemelkedő memóriájuk áll, hanem rendkívüli perceptuális képességeik.

### A pszichiátriai zavarokkal együtt járó arcfelismerési mintázatok
Bizonyos pszichiátriai zavarok együtt járnak arcfelismerési és arcfeldolgozási zavarokkal.

#### Skizofrénia
A szkizofréniában szenvedők érzelemfelismerési képességük eltér a normálistól, gyengébben teljesítenek az ilyen jellegű feladatokban. A vizsgálatok szerint a negatív érzelmek felismerése nehezebb számukra, teljesítményük a félelmet tükröző arcokra a legrosszabb, főleg akkor, amikor negatív tüneteket mutattak. A szkizofrének az arc letapogatásában is eltérnek a normálistól, leginkább az orr környékére fókuszálnak. A szkizofrének általánosan rosszabb teljesítményt nyújtanak az arcok felismerésében és az arcok egészleges feldolgozásában.

### Capgras-téveszme
Jellemzően agysérülés következménye, de lehet pszichiátriai zavar tünete is. A betegnek ilyenkor az az érzése, hogy a számára fontos közeli személyeket, családtagokat kicserélték és helyüket imposztorok, robotok vagy idegen lények foglalták el. Az ilyen személyek arcfelismerése sértetlen, még sincs GBR-válasza az ismerős és ismeretlen személyek megkülönböztetésénél. A kutatások szerint habár felismeri a képen szereplő személyt, mégsem jelenik meg érzelmi reakció. Például ha felismeri édesanyját, akit alapvetően szeret, mégsem érez semmilyen melegséget. Egyszerűen nem generálódnak érzelmi válaszok.
Néhány esetben az ilyen téveszmék tragédiához vezetnek. Előfordul, hogy a beteg személyek meggyilkolják családtagjukat, mivel azt gondolják, hogy az illető csak egy robot.

### Frégoli-szindróma
A frégoli-szindrómában szenvedők azt gondolják, hogy több különböző személy valójában egy és ugyanaz csak álruhában álcázva magukat. Ez a téveszme leginkább pszichiátriai zavarok tünete, például szkizofrénia, bipoláris depresszió vagy előfordulhat kényszeres zavar esetén is.